# Organisatieopstelling
Een organisatieopstelling is een onderzoeksmethode die gebaseerd is op het systeemdenken. Deze aanpak vindt haar oorsprong in het werk van de Duitser Bert Hellinger. Oorspronkelijk als opstelling ontworpen om familiesystemen (rangschikking van familieleden) te onderzoeken, wordt de werkwijze inmiddels ook toegepast op verhoudingen binnen bedrijven, instellingen en verenigingen, waar zij de naam organisatieopstelling draagt. Deze manier van onderzoeken wordt voornamelijk gebruikt om hardnekkige organisatievraagstukken te doorgronden.

## Achtergrond
Binnen het systeemdenken wordt een organisatie beschouwd als een zogenaamd sociaal systeem. Een dergelijk systeem bestaat dan uit een geordend geheel van onderling afhankelijke en elkaar continu beïnvloedende onderdelen. Elk systeem is gericht op een bepaald evenwicht. Wanneer er zich verstoringen in dit evenwicht voordoen, komt het hele systeem in beweging. Deze (onzichtbare) beweging wordt de systeemdynamiek genoemd. Deze dynamieken kunnen zorgen voor verstrikkingen en knelpunten in het systeem, waardoor dit niet meer optimaal werkt. De organisatieopstelling legt deze onzichtbare verstoringen bloot en geeft een beeld van mogelijke oplossingen.

## Hoe gaat een opstelling in het werk?
Een organisatieopstelling is een ruimtelijke weergave van een organisatie, waarin medewerkers, afdelingen, klanten, producten of doelen (vertegenwoordigd door ‘representanten’) in de ruimte worden opgesteld in verhouding tot elkaar. Deze weergave (het opstellen zelf) gebeurt door de vraaginbrenger; onder begeleiding van een begeleider. De begeleider gaat met de opgestelde stand-ins (plaatsvervangers) aan de slag om de aard van het probleem vast te stellen en een oplossingsrichting te vinden. Dit gebeurt in een aantal stappen.
Stap 1, OpstellenOp aanwijzingen van de begeleider gaat de vraaginbrenger een ruimtelijke weergave van de onderhavige verhoudingen maken door plaatsvervangers een plek te geven in de ruimte. De vraaginbrenger kiest ook een plaatsvervanger voor zichzelf en blijft na het opstellen van de elementen aan de zijkant zitten om, afstand houdend, te kunnen bezien wat er gebeurt.
Stap 2, OnderzoekEr staat zo een tableau vivant, een groep die iets uitbeeldt, dat achterliggende kanten van het vraagstuk laat zien, doordat de begeleider de opgestelde mensen ondervraagt over hun gevoelens en houdingen ten opzichte van elkaar en de omstandigheden. De patronen die leiden tot stremmingen en ondoelmatigheden in de ordening komen aldus aan het licht. Hierdoor worden oplossingsrichtingen zichtbaar die eerder verscholen bleven.
Stap 3, HerordeningDe begeleider brengt herordening aan in het opgestelde systeem waarmee oplossingsrichtingen getoetst kunnen worden en/of het systeem gezuiverd wordt.
Stap 4, Inzetten vraaginbrengerSoms wordt de vraaginbrenger op de eigen plek ingebracht in de opstelling om het her-ordende systeem aan den lijve te ervaren.

## Andere toepassingsgebieden
Familieverhoudingen : hierbij wordt onderzocht waar gevoelens van onevenwichtigheid vandaan komen of wat de oorzaak is van terugkerende geschillen; gevoelens van minderwaardigheid; gevoelens van niet tot je recht te komen enzovoort. Er is dan geen sprake van een organisatieopstelling, maar van een familieopstelling.

Marketing : hierbij wordt de methode gebruikt om onbewuste kennis zo veel mogelijk te activeren voor het nemen van een merkbeslissing, men spreekt dan van een merkopstelling.

## Kritiek
Critici wijzen erop dat er geen enkel wetenschappelijk bewijs is dat ondersteunt dat organisatieopstellingen werken. Ze stellen dat de ontwikkelaars dit proberen te verdoezelen door de materie ingewikkeld te laten klinken en door er niet relevante onderzoekers en wetenschapsgebieden met autoriteit erbij te betrekken. Denk aan het citeren van Albert Einstein of het introduceren van kwantummechanica. Hierdoor klinkt het wetenschappelijk, terwijl dit niet het geval is.